# Puerto de Pisco
El puerto de Pisco, oficialmente el Terminal Portuario General San Martín, es un puerto marítimo de la costa central del Perú, en el Pacífico sur-oriental, está ubicado en Punta Pejerrey, Distrito de Paracas, Provincia de Pisco, Departamento de Ica.
En el 2018, el movimiento portuario en el puerto de Pisco fue de 3,217 TEU ubicándose en el puesto 105 en la lista de actividad portuaria de América Latina y el Caribe.

## Infraestructura
Cuenta con un muelle de atraque directo tipo Marginal, con un largo 525 metros y un ancho 20 Metros. El tipo de construcción de la plataforma es de concreto armado y pilotes de acero.
Además tiene 3 amarraderos de 33 pies de profundidad y 175 metros de largo.

## Influencia Económica
La actividad portuaria del Terminal Portuario General San Martín, tiene gran importancia en las actividades pesqueras y agroindustriales, industria metalúrgica y minera de la zona. Los productos que moviliza están relacionados con el desarrollo socioeconómico de los departamentos de Ica, Ayacucho, Huancavelica y el norte de Arequipa.
Por su cercanía al Terminal Portuario del Callao se proyecta como Terminal complementario de atraque, ante requerimientos ocasionales de embarcaciones con carga destinada a la capital de la República.

## Modernización del Puerto
San Martín en Pisco (Ica) para el cual se invertirá US$ 230 millones.
Las obras se iniciarán en abril 2
- Dragado a 12 m. muelle multipropósito
- Muelle Multipropósito
- Patio para carga a granel y otras cargas inc. Contened.
- Instalaciones de Apoyo
- Interconexión Eléctrica
- Suministro de agua
- 2 grúas móviles
- Equipo de carga general
- Otros equipos carga general.
- Las obras en Función de la Demanda

En total la inversión esperada en el periodo de concesión, ascendería a US$ 102.4 millones.